# Franciscy Lajos
Franciscy Lajos Oszkár Mihály (Szalakusz, 1862. szeptember 25. – Nyitra, 1933. április 4.) katolikus pap, nyitrai kanonok, csehszlovákiai magyar politikus.

## Élete
Szülei Francisczy Antal szolgabíró és Sándor Mária voltak. 1878-ban apja valószínűleg anyagi nehézségek miatt öngyilkos lett.
Az 1870-es években a Nyitrai Piarista Gimnázium diákja és a Dugonics-kör tagja. 1884-ben a bécsi Augustinumban végezte teológiai tanulmányait, 1885-ben szentelték pappá, majd Nyitrán volt káplán. Ezek után a budapesti egyetemen oktatott teológiát. 1911-től nyitrai kanonok, majd címzetes prépost volt.
Csehszlovákia létrejötte után az Országos Keresztényszocialista Párt konzervatív, élesen liberálisellenes papi szárnyának meghatározó alakja lett. 1925–1929 között a prágai nemzetgyűlés szenátora volt. Szüllő Géza elnöksége idején többször szembehelyezkedett az OKSzP irányvonalával, élesen támadta a Magyar Nemzeti Párttal való együttműködési politikáját. 1932-ben az OKSzP tiszteletbeli elnökévé választották. Ideiglenesen a Deutsche Christlichsoziale Volkspartei szudétanémet katolikus pártban is dolgozott.
Az 1926-ban indítványozott komáromi Marianum intézet építését anyagilag nagyban támogatta. 1906–1933 között a Nyitramegyei Szemle szerkesztője. 1933-ban a Szent Ágoston Társulat könyvkiadó alapító elnöke.

## Művei

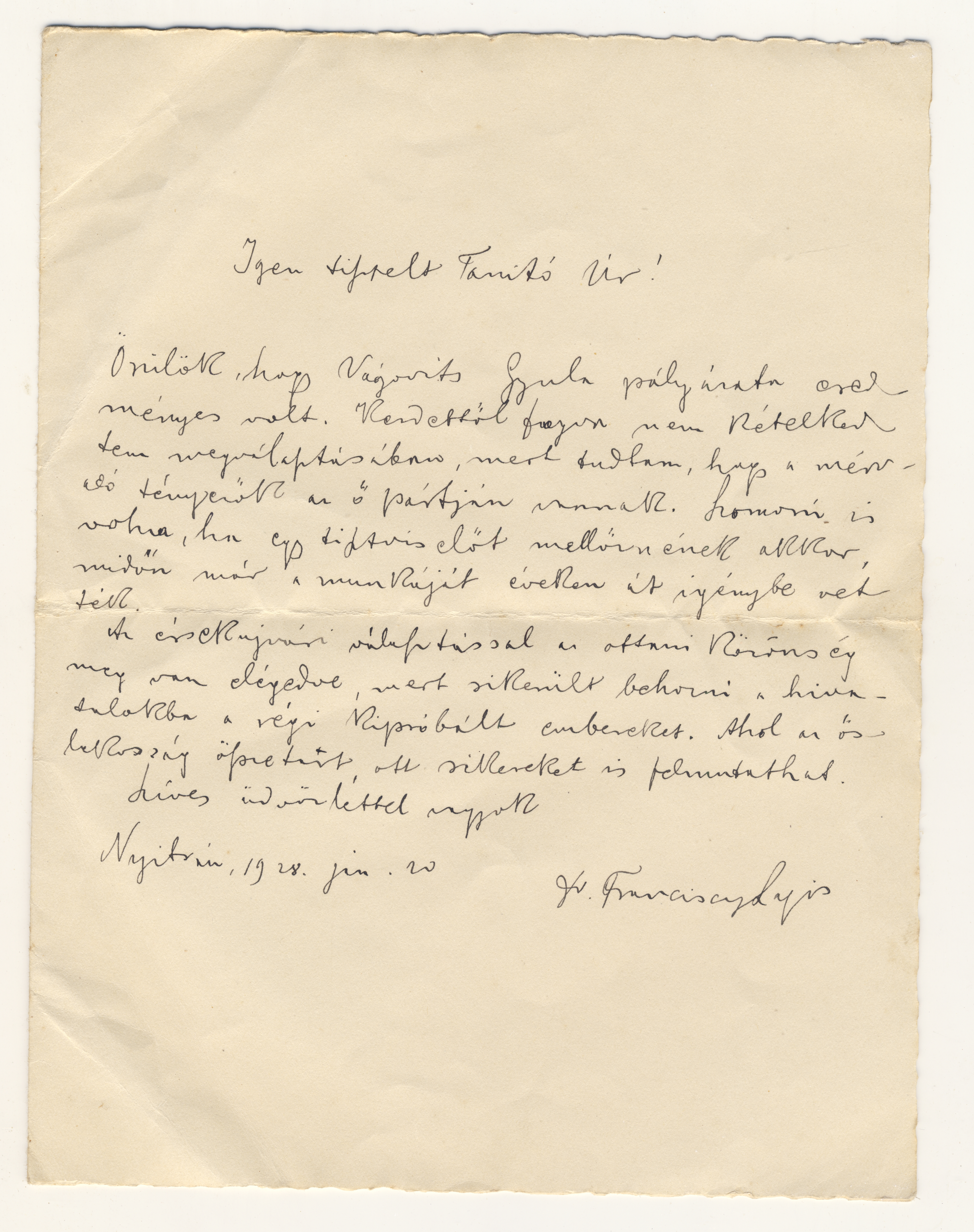
Franciscy Lajos levele 1928-ból

- 1893 A keresztény erények. Művelt világi közönség számára. Nyitra, 1897
- 1898 Az általános választói jog
- 1906 Zarándoklat a Szentföldre
- 1925 Csöndes kultúrharc a Felvidéken. A Nép 7/208, 4 (1925. szeptember 18.)
- Kis emberek, kis dolgok. Magyar Sion